# Bundesgasse

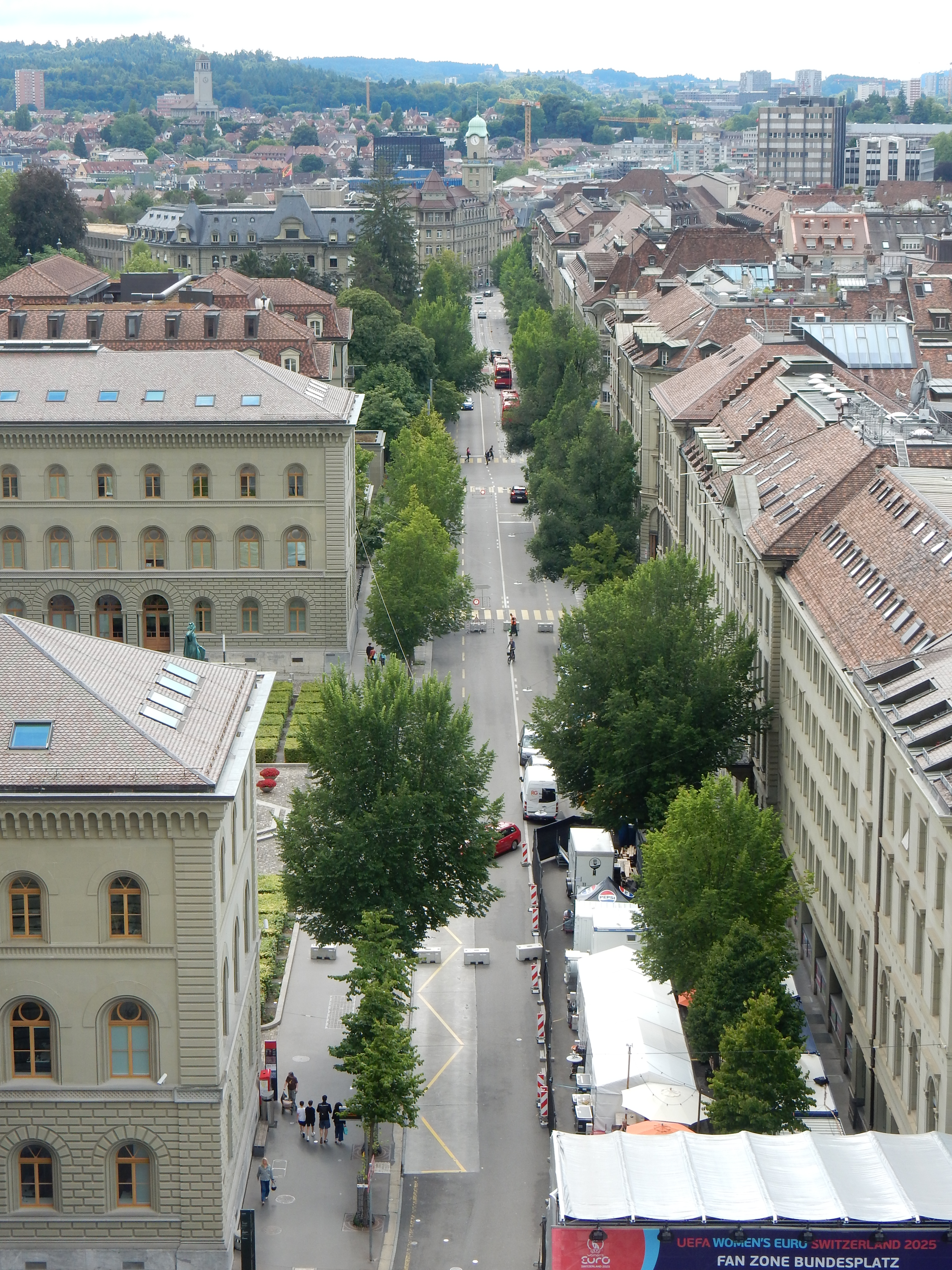
Bundesgasse von oben, links das Bundeshaus West (2025)

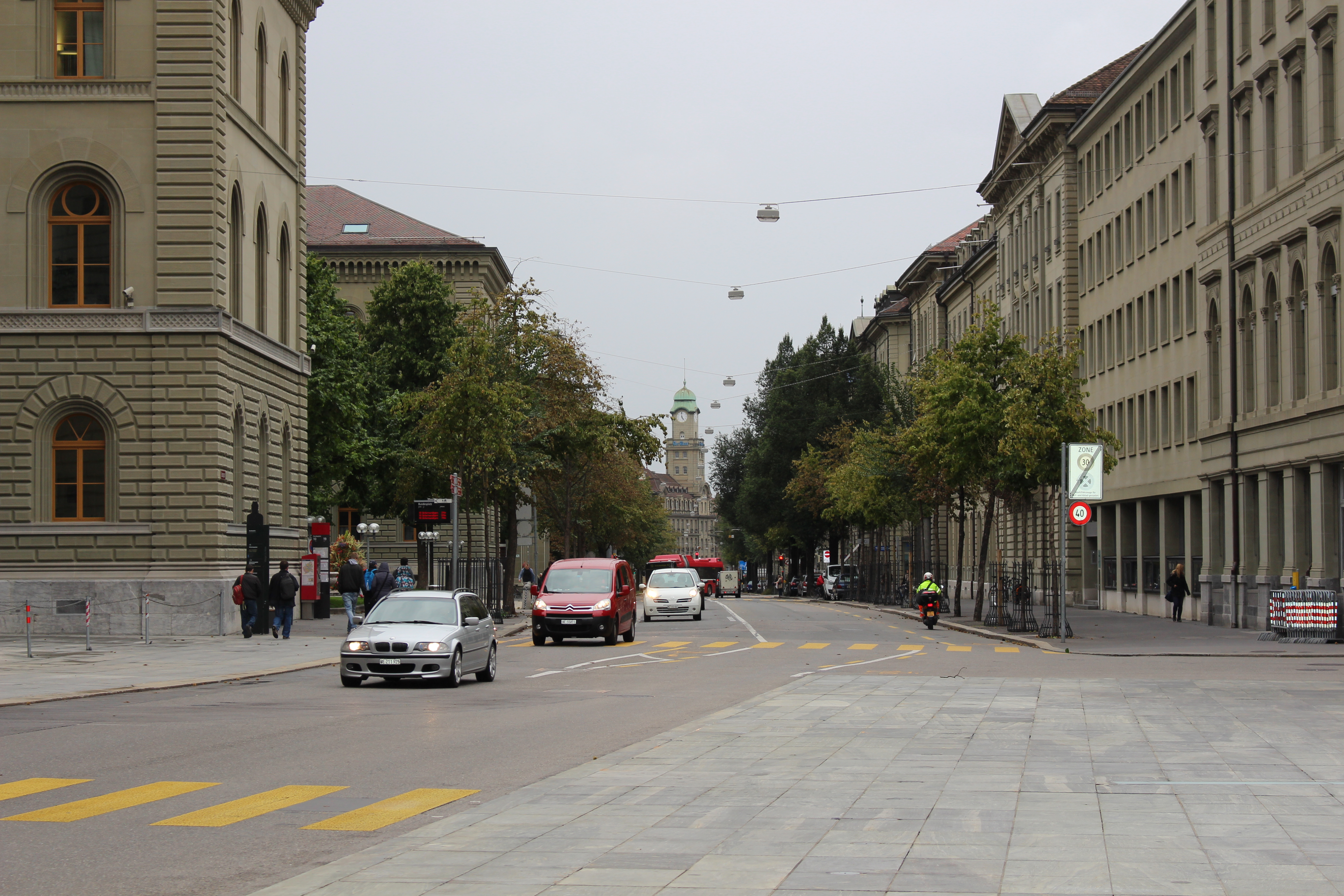
Die Bundesgasse vom Bundesplatz aus gesehen

Die Bundesgasse ist eine in der Stadt Bern (Schweiz) gelegene Strasse; sie befindet sich in unmittelbarer Nähe des Bundeshauses.
Die Bundesgasse mündet im Westen in die Effingerstrasse, im Nordwesten in die Schwanengasse, im Norden in die Christoffelgasse und in die Gurtengasse, im Nordosten in den Bundesplatz und im Osten in die Kochergasse.

## Geschichte
Während des Baus des Bundeshauses West  (von 1852 bis 1857) legte die Stadt zwischen dem Bundesplatz und der Christoffelgasse eine Strasse an, die vorerst Bundesratsgasse genannt wurde und eine Verlängerung der Inselgasse (heute Kochergasse) darstellte. 1872 wurde die Bundesgasse bis zur Schwanengasse verlängert, 1878 erfolgte der Durchbruch zum Hirschengraben, 1882 der Anschluss an die Effingerstrasse. Ein Jahr später pflanzte die Stadtgärtnerei die Allee westlich der Christoffelgasse. An der Bundesgasse liegen auch der Bernerhof und der Bernabrunnen.

## Frühere Namen der Gasse
- Bis 1865: Bundesratsgasse
- Seit 1865: Bundesgasse